# Manuel Vilas
Manuel Vilas Vidal (Barbastro, 19 luglio 1962) è uno scrittore e poeta spagnolo.

## Biografia
È stato un collaboratore di Heraldo de Aragon ed El Mundo, e oggi lo è per il gruppo Vocento, così come i supplementi letterari Magazine (La Vanguardia), Babelia (El País) e ABC Cultural (ABC). Attualmente è collaboratore di "El País" (2019). Collabora anche Cadena Ser. Vive tra Madrid e Iowa City.
Considerato uno dei più grandi poeti spagnoli della sua generazione, il suo stile si integra naturalmente nel discorso realistico con immagini visionarie. Come narratore ha sviluppato un importante lavoro critico della cultura, e le sue opere abbondano in parodia, miti pop e la riflessione sul capitalismo. Il suo ultimo romanzo In tutto c'è stata bellezza ("Ordesa", Alfaguara, 2018) è diventato un fenomeno letterario in Spagna, con 14 edizioni in meno di un anno e oltre centomila copie vendute. È stato nominato nel 2018 libro dell'anno da  "El País", "La Vanguardia", "El Mundo", "El Correo", e molti altri.
In tutto c'è stata bellezza è stato tradotto in diversi paesi, tra cui Stati Uniti, Francia, Italia, Portogallo, Germania, Polonia e Regno Unito. Nel gennaio 2019 sono state pubblicate le traduzioni in italiano (edito da Guanda) e portoghese. "Ordesa" è il tema universale del rapporto tra genitori e figli ed è stato in questo romanzo un esempio di autobiografia moderna dove la vita dell'autore è narrata con l'intenzione di trovare la verità e il mistero della vita.

## Opere

### Romanzi
- España (DVD, 2008)
- Aire nuestro (Alfaguara, 2009)
- Los inmortales (Alfaguara, 2012)
- El luminoso regalo (Alfaguara, 2013)
- Lou Reed era español (Malpaso, 2016)
- In tutto c'è stata bellezza (Ordesa, 2018), Milano, Guanda, 2019 traduzione di Bruno Arpaia ISBN 978-88-235-2245-9.
- I baci (Planeta, 2021), Milano, Guanda, 2021 traduzione di Bruno Arpaia ISBN 978-84-082-4611-4.
- El mejor libro del mundo (Destino, 2024).

### Poesie
- El sauce (Istituto "Fernando el Católico", 1982)
- El rumor de las llamas (Olifante, 1990)
- El mal gobierno (Libertarias, 1992)
- El cielo (DVD, 2000)
- Resurrección (Visor, 2005)
- Calor (Visor, 2008)
- Gran Vilas (Visor, 2012)
- El hundimiento (Visor, 2015)

### Antologie
- Poemas (2009)
- Amor: Poesía reunida 1988-2010 (Visor, 2010)
- Le poète de cinquante ans, tradotto in francese da Annie Bats (Voix Vives de Méditerranée en Méditerranée, 2014)
- Antología poética (Barco de Piedra, 2015)
- Poesía completa 1980-2015 (Visor, 2016)

### Saggi
- La vida sin destino (Mira, 1994)
- Dos años felices, diario (Mira, 1996)
- La región intermedia (Prames, 1999)
- MV reloaded (Tropo, 2011)
- Listen to me, diario (La Bella Varsovia, 2013)
- Arde el sol sin tiempo, artículos y ensayos (Universidad de Valladolid, 2014)
- América, libro de viajes (Círculo de Tiza, 2017)

## Riconoscimenti
- 2023 Premio Nadal per Nosotros[6]
- 2019 Prix Femina Étranger per In tutto c'è stata bellezza
- 2017 Spring Fellow. Obermann Center for Advance Studies, author category. University of Iowa. Iowa City, IA.
- 2016 Orden Alejo Zuloaga, University of Carabobo, Venezuela. Medal of the Venezuelan University of Carabobo.
- 2016 Premio de las Letras Aragonesas 2015[7]
- 2015 X Premio Llanes de Viajes.
- 2014 Premio Generación del 27 per El hundimiento.
- 2013 Primer Premio “Antonio Machado” de Poesía per la poesia “Creo”.
- 2012 Premio Ciudad de Melilla per Gran Vilas.
- 2009 Premio Librería Cálamo per Aire Nuestro.
- 2008 Premio Fray Luis de León de Poesía per Calor.
- 2005 Premio Jaime Gil de Biedma de poesía per Resurrección.
- 2002 Premio Pedro Saputo de las Letras Aragonesas per Zeta.